# Night Shift (película)
Night Shift es una película cómica de 1982, uno de los primeros esfuerzos como director de Ron Howard. Es protagonizada por Henry Winkler junto a Michael Keaton, en su primer papel, y Shelley Long. También aparece Richard Belzer y Clint Howard.

## Recepción

### Taquilla
Obtuvo $23.6 millones en Estados Unidos.

### Críticas
La película recibió críticias positivas de los críticos. Rotten Tomatoes le dio un 95% de 19 críticas, con una puntuación de 6.4 de 10. Muchos críticos elogiaron las actuaciones de los dos protagónicos, particularmente de Michael Keaton.